# Ratpenat cuallarg de Van Bemmelen
El ratpenat cuallarg de Van Bemmelen (Mops bemmeleni) és una espècie de ratpenat de la família dels molòssids.

## Distribució
Es tracta d'una espècie africana, que viu concretament a Burkina Faso, el Camerun, la República Centreafricana, el Txad, la República Democràtica del Congo, Costa d'Ivori, Etiòpia, Guinea, Guinea Bissau, Kenya, Libèria, Mali, Nigèria, Ruanda, el Senegal, Sierra Leone, el Sudan, Tanzània i Uganda.

## Subespècies
- Mops bemmeleni bemmeleni
- Mops bemmeleni cistura